# Instituto Médico Legal Nina Rodrigues
O Instituto Médico Legal Nina Rodrigues (IMLNR), ou Instituto Nina Rodrigues, é um instituto médico legal brasileiro sediado em Salvador, capital da Bahia. Está vinculado ao Departamento de Polícia Técnica da Bahia (DPT) e é o mais antigo dos quatro institutos do DPT, tendo sido fundado em 29 de dezembro de 1911 pelo médico Oscar Freire de Carvalho. Sua denominação constitui homenagem ao professor Raimundo Nina Rodrigues, após seu falecimento em 1906, prestada pela Congregação da Faculdade de Medicina da Bahia. O atual prédio-sede foi inaugurado em 8 de março de 1979, na Avenida Vale dos Barris.
Uma pesquisa verificou que há alto índice de laudos com causas indeterminadas quando trata-se de óbitos de causas naturais, enquanto as necropsias por causas violentas têm laudos emitidos com mais eficiência no tempo e na identificação da causa de morte. Assim foi tratado como um órgão público órgão especializado para o estudo de mortes violentas, mas ineficaz nos serviços sobre mortes naturais.
Em abril de 2017, o diretor-geral era Elson Jefferson Neves. Anteriormente, o instituto já foi dirigido pelo médico e professor Estácio Luiz Valente de Lima, discípulo de Rodrigues.
Em uma sala do IMLNR localizada em sobrado neoclássico da Secretaria da Segurança Pública do Estado da Bahia (SSP-BA), está instalado o Museu Antropológico e Etnográfico Estácio de Lima, fechado para visitação há nove anos (em 2014).